# Primeaux (Nevada)
Primeaux è una Unincorporated community degli Stati Uniti d'America della contea di Eureka nello Stato del Nevada.

## Geografia fisica
Primeaux fa parte dell'area micropolitana di Elko.